# Venti anni dopo
Venti anni dopo (o Vent'anni dopo), conosciuto anche come Stanlio e Ollio teste dure (Block-Heads), è un film del 1938 diretto da John G. Blystone, prodotto da Hal Roach e interpretato da Stan Laurel e Oliver Hardy. Considerato uno dei film più riusciti della coppia. È, in parte, un remake di Non abituati come siamo (1929), il primo film sonoro di Stanlio e Ollio.
In Italia il film è uscito alla fine degli anni quaranta, ed è conosciuto anche con il titolo Teste dure, nome usato per una riedizione del film nel 1967, comprendente anche un corto di Stan Laurel del 1925, Pie-Eyed, dalla durata di circa 20 minuti.
Senza il corto di Laurel, oggi il film circola con entrambi i titoli.

## Trama
1917. Durante la la grande guerra, Stanlio e Ollio sono in trincea insieme finché il loro contingente entra in azione ed a Stanlio viene affidato il compito di fare la guardia alla postazione. I due amici si promettono di rivedersi presto. La guerra finirà un anno dopo.
1938. Esattamente vent'anni dopo la fine del conflitto, Ollio è felicemente sposato da un anno mentre Stanlio è rimasto ancora in trincea senza che nessuno gli abbia detto che la guerra è finita, fino a quando un pilota di passaggio vicino alla trincea, creduto un nemico da Stanlio e da questi mitragliato, riesce ad atterrare e lo avverte che la guerra è finita vent'anni prima e viene così rimpatriato. 
La notizia rimbalza sui giornali e così anche Ollio viene a sapere che Stanlio è ancora vivo, felice del ritorno del suo amico. Stanlio e Ollio si ritrovano alla Casa del Soldato e vanno a casa di quest'ultimo per una rimpatriata assieme alla moglie. 
Durante il viaggio verso l'abitazione i due amici vanno incontro a varie peripezie: Ollio, credendo che Stanlio sia rimasto mutilato di una gamba in quanto ha trovato quest'ultimo seduto su una sedia a rotelle strutturata appositamente, viene schiaffeggiato dal proprietario della carrozzina. Scoperto che Stanlio ha entrambe le gambe perfettamente funzionanti, lo costringe a spostare un camion che gli impedisce di uscire dal parcheggio e questi finisce per rovesciargli addosso tutta la terra contenuta nel mezzo, seppellendolo quasi del tutto. Arrivati nei pressi del palazzo dove abitano gli Hardy, Stanlio è incuriosito dal meccanismo che apre automaticamente la porta del garage, una piccola pedana che per azionarla basta passarci sopra con la ruota della macchina e chiede e ottiene il permesso di provarlo, mancando però la pedana e distruggendo sia il garage che la macchina, di proprietà della signora Hardy. Una volta arrivati nel palazzo scoprono che l'ascensore è rotto e che dovranno salire le scale fino al tredicesimo piano. Arrivati al decimo decidono di sedersi sulle scale per riposarsi, ma vengono ripresi da un condomino che provoca Ollio. Su imbeccata di Stanlio, Ollio accetta di tornare giù per risolvere la questione in strada, ma viene umiliato davanti a tutto il palazzo, avvertito da Stanlio. Mentre i due si accingono a tornare su, vengono salutati da Lulù, vecchia fiamma di Ollio, che quando scopre che è sposato gli dice di avergli scritto una lettera. Temendo che sua moglie possa leggerla, Ollio arriva finalmente nell'appartamento con Stanlio, non prima di aver dovuto fronteggiare un bambino che gli ha tirato addosso la palla e suo padre, messo facilmente ko da Stanlio. 
I due si accomodano a casa bruciando la lettera e poco dopo vengono raggiunti dalla signora Hardy. Ma la donna è arrabbiata del ritardo del marito e non è affatto contenta della presenza di Stanlio.
Quando la donna torna fuori dopo un'accesa lite, Ollio decide di preparare qualcosa da mangiare, ma il forno esplode distruggendo la casa. La signora Gilbert, avvenente dirimpettaia degli Hardy, si offre di dare una mano a riordinare, ma per via dell'ennesimo guaio di Stanlio la donna si bagna completamente e torna a casa a cercare altri vestiti, rimanendo bloccata fuori in quanto la chiave del suo appartamento si è rotta. Ollio le dà un suo pigiama e si offre di scendere in portineria per farsi dare la chiave di riserva, ma la signora Hardy sta tornando. I tre cercano di nascondere la signora Gilbert per evitare equivoci. Quando la moglie di Ollio entra in casa e la trova distrutta, inizia un'altra lite con il marito per via della casa e della macchina. Quando la donna fa' per prendere una valigia e andarsene, Ollio finge di volersene andare lui con Stanlio. I due prendono il baule dove hanno nascosto la signora Gilbert per costringere la moglie a chiedere perdono. Ma mentre stanno per lasciare l'appartamento arriva il signor Gilbert, cacciatore professionista. Questi chiede cosa sia successo e la signora Hardy accusa Stanlio di averle distrutto il matrimonio. L'uomo riprende Stanlio, che si lascia sfuggire che nel baule c'è una ragazza. Gilbert allora, divertito, da' consigli a Ollio su come tradire la moglie senza farsi scoprire e lo invita a viaggiare con lui e divertirsi. La signora Gilbert però ha sentito abbastanza ed esce dal baule. Questo scatena l'ira e la gelosia del vicino, che prende il suo fucile preferito per vendicarsi dei due, ai quali rimane solo la fuga.

## Produzione
Per le scene dell'incontro fra i due protagonisti, venne scelto il Veteran Hospital Grounds (oggi West Los Angeles Medical Center) di Beverly Hills, lungo la Wiltshire Boulevard e la Ohio Avenue.
Le scene finali della fuga vennero girate dinanzi all'odierno immobile situato al 2914 West 8th Street di Los Angeles.
Il resto della pellicola venne girato negli Hal Roach Studios.
Il soggetto del film è grande parte ripreso dalla comica di Laurel & Hardy Non abituati come siamo (1929), insieme ad altri sketch proposti. La scena finale dell'inseguimento è ripresa dalla loro comica Noi sbagliamo(1928). Laurel durante le riprese non partecipò attivamente al montaggio, come era solito fare. Questa mancanza di supervisione in parte avrebbe compromesso l'originalità del soggetto. Il produttore Hal Roach intervenne durante la realizzazione, modificando alcune scene, e cambiando completamente il finale. Ciò comportò anche il secondo licenziamento di Laurel dalla produzione, prima dell'ultimo contratto con Roach, che sarà firmato nel 1940.

## Distribuzione italiana
Il doppiaggio è di Mauro Zambuto e Alberto Sordi, del 1948. Oggi è reperibile una riedizione degli anni '60 dal titolo Stanlio e Ollio teste dure, con la colonna sonora differente, che spesso si sovrappone all'originale. In più la riedizione presenta l'introduzione della comica muta Pie-eyed (1925), con solo Laurel protagonista. 
È stata distribuita anche la versione a colori, con alcune scene mancanti.

## Premi
Il film ha concorso per l'Oscar alla migliore colonna sonora originale, opera di Marvin Hatley, nell'edizione 1939, senza vincere. Alcune fonti riportano erroneamente che il film ottenne una nomination per il montaggio.